# Bezirk Aglona
Der Bezirk Aglona (Aglonas novads) war ein Bezirk im Südosten Lettlands in der historischen Landschaft Latgale, der von 2009 bis 2021 existierte. Bei der Verwaltungsreform 2021 wurde der Bezirk aufgelöst, sein Gebiet dabei aufgeteilt: Der Hauptort Aglona kam zum Bezirk Preiļi, die restlichen Gemeinden zum Bezirk Krāslava.

## Geographie
Das Gebiet ist reich an Wäldern und Seen. An der Nordgrenze des Gebiets liegt der Rušon-See. Wegen der katholischen Wallfahrtskirche von Aglona wird die Gegend viel von Touristen besucht.

## Bevölkerung
Der Bezirk bestand aus den drei Gemeinden (pagasts) Grāveri, Kastuļina, Šķeltovai sowie dem Verwaltungszentrum Aglona. 3099 Einwohner lebten 2020 im Bezirk Aglona.